# صنوبر أحادي الورق
صنوبر أحادي الورق (الاسم العلمي:Pinus monophylla) هي نوع من النباتات يتبع جنس الصنوبر من فصيلة الصنوبرية.